# 2014년 알제리 록히드 C-130 허큘리스 추락 사고
2014년 알제리 록히드 C-130 허큘리스 추락 사고는 2014년 2월 11일 알제리 움엘부아기 주 부근에 록히드 C-130 허큘리스가 추락한 사고이다. 적어도 77명은 사망하였다.